# Nachman Krochmal
Nachman Krochmal, dit le Rana"q (en hébreu : רנ"ק), né à Brody, le 17 février 1785 et mort à Tarnopol le 31 juillet 1840, est un philosophe, théologien et historien juif galicien du XIXe siècle , principalement connu pour son Morè Neboukhei HaZman, (Le guide des égarés de notre temps). Il est l'un des pères fondateurs de la Wissenschaft des Judentums (« science du judaïsme »).

## Éléments biographiques
Nachman HaKohen ben Shalom Krochmalnik naît à Brody, en Galicie. Il commence extrêmement jeune l'étude du Talmud. À quatorze ans, selon les mœurs de l'époque, il fut marié avec la fille du riche commerçant Habermann et alla vivre alors chez son beau-père à Żółkiew, près de Lemberg, où il se consacra entièrement à ses études, en commençant par le Guide des Égarés de Maïmonide et en étudiant d'autres œuvres philosophiques en hébreu.
Krochmal se mit alors à étudier l'allemand et les philosophes allemands, surtout Kant, à lire des œuvres classiques en latin et en français ainsi que des livres arabes et syriaques. Après une dépression nerveuse due au surmenage en 1808, il alla se faire soigner à Lemberg où l'amitié qu'il noua avec S. L. Rapoport, dont il devint le maître, fut des plus féconde pour la science juive. Revenu à Żółkiew, après s'être en partie rétabli, il se remit à étudier la philosophie, lisant Kant, Fichte et Schelling et par la suite Hegel, dont le système le séduisit et exerça une grande influence sur ses conceptions. Outre Rapoport, qui souvent lui rendait visite à Żółkiew, il rassembla autour de lui un groupe de jeunes étudiants.
En 1814 la mort des parents de sa femme, le contraignit à gagner lui-même sa vie et il fit du commerce. Douze ans plus tard il perdit sa femme et sa santé s'affaiblit. Malgré son échec dans les affaires, sa pauvreté et sa solitude, il refusa un appel pour devenir rabbin à Berlin et préféra prendre à Żółkiew un poste de comptable qu'il occupa de 1836 à 1838. Une maladie sérieuse le contraignit alors à se retirer chez sa fille à Tarnopol ; et il y mourut deux ans plus tard.

## Œuvre
Brillant causeur, Krochmal n'en était pas moins très prudent dans son travail. Pendant longtemps il ne put se décider à publier aucun des résultats de ses recherches, du fait des calomnies que l'on répandait sur lui parce qu'il entretenait une correspondance amicale avec le hakham de la communauté karaïte voisine de Kokusow. Krochmal dut se défendre dans une circulaire contre ces accusations.
Il ne fut pas un auteur prolifique. Outre quelques essais en hébreu dans des périodiques (Sulamith, 1818; Ha-Ẓefirah, Zolkiev, 1824; et Kerem Ḥemed, vols. IV, V), il n'écrivit qu'un seul livre en hébreu, à savoir, Moreh Nebuke ha-Zeman (Lemberg, 1851), révisé, selon les dernières volontés de l'auteur, par son ami Leopold Zunz. D'autres éditions parurent à Lemberg en 1863 et à Varsovie en 1898.

### Morè Neboukhei Hazman
Moreh Nebuke ha-Zeman (le Guide pour les Égarés du Temps présent) est divisé en dix-sept chapitres, dont les six premiers traitent de la religion en général.
Le ch. VII décrit le don spirituel d'Israël comme le désir de Dieu et la faculté de le chercher. Les trois chapitres suivants contiennent une analyse philosophique de l'histoire juive qui, correspondant à l'attachement d'Israël au Seigneur, c'est-à-dire à son développement religieux, est divisée en trois périodes qui se terminent respectivement : (1) avec la mort de Gedaliah après la destruction du Temple ; (2) avec la mort de Bar Kokhba (vers 135) ; et (3) avec l'expulsion des Juifs d'Espagne (1492). L'auteur ne fait pas entrer en ligne de compte la période moderne où lui-même vivait. Les ch. XI-XV traitent de la littérature biblique post-exilique et apocryphe et des divers mouvements religieux. L'auteur examine également la nécessité de la tradition et donne un résumé de l'évolution de la Halakha et de la Haggadah. Le ch. XVI donne un bref aperçu du développement futur de la philosophie religieuse juive fondé sur les principes de Hegel. Le travail se termine avec une exposition de la philosophie d'Ibn Ezra. Les digressions historiques dans le livre touchent les problèmes les plus profonds de la science juive ; et ce qui reste leur mérite incontestable, c'est d'avoir ouvert la voie aux études critiques de l'histoire juive. Ce travail est vraiment devenu, comme c'était l'intention de l'auteur, un « guide » des étudiants de la science juive au dix-neuvième siècle.